# Aurora (Indiana)
Aurora – miasto w Stanach Zjednoczonych, w stanie Indiana, w hrabstwie Dearborn.

## Historia
Miasto pojawiło się na mapach ewidencyjnych w roku 1819. Nazwa miejscowości pochodzi od Aurory, rzymskiej bogini.

## Ludzie związani z miastem
- Kirtley Baker (1869–1927) − baseballista
- JB Bartlett (ur. 1973) − kulturysta
- Elmer Davis (1890–1958) − dziennikarz, członek Biura Informacji Wojennej